# مهوش افشاری
مهوش افشاری (زادهٔ ۱ بهمن ۱۳۳۴ تهران) دوبلور و مدیر دوبلاژ اهل ایران است. وی دانش‌آموختهٔ رشتهٔ زبان و ادبیات فارسی است و کار حرفه‌ای خود در زمینهٔ دوبلاژ را در سال ۱۳۵۰ شروع کرد.

## زندگی
مهوش افشاری در سال ۱۳۳۴ در تهران متولد شد و از ۱۳ سالگی وارد گروه اجرایی تلویزیون شد، سپس در سال ۱۳۴۹ برای دوبله به عطاءالله کاملی معرفی شد و بعد از گذراندن یک سال کارآموزی زیر نظر هوشنگ لطیف‌پور در سال ۱۳۵۰ کار دوبله را به‌طور حرفه‌ای آغاز کرد.
او در دوبلهٔ فیلم‌ها و مجموعه‌های تلویزیونی بیشتر صداپیشگی شخصیت‌های کم سن و سال، به‌خصوص پسر بچه‌های شیطان و دختران جوان را انجام داده است.
وی همزمان با دوبله به تحصیلات خود ادامه داد و دانش‌آموختهٔ رشتهٔ زبان و ادبیات فارسی است.
گویندگی به‌جای شخصیت‌های کارتونی جیمبو در «جیمبو»، پسر شجاع در «پسر شجاع»، فرانچی در «بچه‌های مدرسه والت»، میشکا در «میشکا و موشکا»، کیت در «دختری به‌نام نل»، توشیشان در «افسانهٔ توشیشان»، دختر مهربون در «سرزمین آدم کوچولوها»، جولیا پندلتون در «بابا لنگ‌دراز»، شخصیت جک هالبورن در سریال «جک هالبورن»، فلیسیتی کینگ در سریال «قصه‌های جزیره»، ویکتوریا بلک‌وود در سریال «رودخانهٔ برفی» و جولین مور در فیلم «ساعت‌ها» برخی از به‌یادماندنی‌ترین آثار وی در عرصهٔ دوبله به‌شمار می‌آیند.
گویندگی به‌جای شخصیت شازده کوچولو در نمایش رادیویی و آلبوم صوتی «شازده کوچولو» اثر آنتوان دو سنت اگزوپری با ترجمه و گویندگی احمد شاملو که در پاییز ۱۳۶۴ توسط سازمان انتشاراتی و فرهنگی ابتکار تهیه شده است، دیگر اثر ماندگار اوست. همچنین وی از گویندگان فعال دوبلهٔ همزمان در جشنوارهٔ فیلم کودک و نوجوان اصفهان بوده است.

## فعالیت‌ها

### فیلم‌های سینمایی
| فیلم                   | نقش(ها)                                               | بازیگر                    | نکات (سال ساخت، کارگردان)         |
| ---------------------- | ----------------------------------------------------- | ------------------------- | --------------------------------- |
| شاهزاده و گدا          | مادر تام کانتی، خدمتکار مهمانسرا و یکی از پسر بچه‌ها   |                           | ۱۹۳۷، ویلیام کیلی و ویلیام دیترله |
| دره من چه سبز بود      | هیو مورگان (کودکی)                                    | رادی مک داول              | ۱۹۴۱، جان فورد                    |
| آهنگ برنادت            | ماری (خواهر برنادت)، معلم ولیعهد فرانسه و نقش‌های دیگر |                           | ۱۹۴۲، هنری کینگ                   |
| آرزوهای بزرگ           | هربرت (دوست پیپ در کودکی)                             | جان فارست                 | ۱۹۴۶، دیوید لین                   |
| الیور توئیست           | چارلی                                                 |                           | ۱۹۴۸، دیوید لین - دوبله دوم       |
| داستان توکیو           | کیوکو، پسر فومیکو                                     |                           | ۱۹۵۳، یاسوجیرو ازو                |
| واکسی                  | بولا                                                  | راتان کومار               | ۱۹۵۴ هند                          |
| پادشاه و من            | پرنس لوئیس                                            | پاتریک آدیارت رکس تامپسون | ۱۹۵۶، والتر لنگ - دوبله دوم       |
| رود وحشی               | بتی جکسون                                             | باربارا لودن              | ۱۹۶۰، الیا کازان                  |
| خشم اژدهای جدید        | لی                                                    | نورا میائو                | خشم اژدهای جدید۱۹۷۶               |
| جزیره گنج              | جیم هاوکینز                                           | کیم برفیلد                | ۱۹۷۲، جان هاف                     |
| ماجراهای پینوکیو       | پینوکیو                                               |                           | ۱۹۷۲، لوییچی کوموچینی             |
| آینه                   | الکسی نوجوان و ایگنات                                 |                           | ۱۹۷۵، آندری تارکوفسکی             |
| پرنده آبی              | گربه                                                  | سیسیلی تایسون             | ۱۹۷۶، جرج کیوکر                   |
| شاهزاده و گدا          | پرنسس الیزابت                                         | لالا وارد                 | ۱۹۷۷، ریچارد فلایشر               |
| مردی که به زانو درآمد  | پائولو (پسر نینو)                                     |                           | ۱۹۷۹ ایتالیا                      |
| جومانجی                | آلن (کودکی)                                           | آدام هان برد              | ۱۹۸۱، جو جانستون                  |
| دوئل                   | بچه (برادر ریکا پاساری)                               |                           | ۱۹۸۳، سرژیو نیکولائسکو            |
| مانوئل                 | مانوئل                                                |                           | ۱۹۹۱                              |
| ساعت‌ها                 | لورا براون                                            | جولیان مور                | ۲۰۰۲ - مدیر دوبلاژ: ژاله کاظمی    |
| پیتر پن                | پیتر پَن                                               |                           | ۲۰۰۳، پی. جی. هوگان               |
| هری پاتر               | دراکو مالفوی                                          | تام فلتون                 | ۲۰۰۱ تا ۲۰۱۱، جی.کی رولینگ        |
| الیور توئیست           | الیور توئیست                                          | بارنی کلارک               | ۲۰۰۵، رومن پولانسکی               |
| هدیه ای برای آقای تومی | ادوارد                                                |                           | ۲۰۰۷                              |
| ما باغ وحش خریدیم      | دیلان                                                 | کالین فورد                | ۲۰۱۱، کامرون کرو                  |
| هوگو                   | هوگو                                                  | ایسا باترفیلد             | ۲۰۱۱، مارتین اسکورسیزی            |
| ماد                    | آلیس                                                  | تای شرایدان               | ۲۰۱۲، جف نیکولز                   |
| فیلکس                  |                                                       | صندوقچه میداس             | ۲۰۱۴                              |
| ناخدا خورشید           |                                                       |                           | ۱۳۶۵، ناصر تقوایی                 |
| گل مریم                |                                                       | مرجانه گلچین              | ۱۳۶۶، حسن محمدزاده                |
| شنگول و منگول          | شنگول                                                 |                           | ۱۳۶۸، پرویز صبری                  |
| مهاجران                |                                                       | لیلا مصدقی                | ۱۳۶۹، مهدی صباغ‌زاده               |
| اوینار                 |                                                       | آزیتا حاجیان              | ۱۳۷۰، شهرام اسدی                  |
| روز واقعه              | راحله                                                 | لادن مستوفی               | ۱۳۷۳، شهرام اسدی                  |

منابع

### مجموعه‌های تلویزیونی
| نقش(ها)                                                                | بازیگر         | سریال               | نکات                                    |
| ---------------------------------------------------------------------- | -------------- | ------------------- | --------------------------------------- |
| مری و باب                                                              |                | خانواده والتون      | ۱۹۷۲ تا ۱۹۸۱، آمریکا                    |
| کودکی چارلز اینگلز با بازی متیو لابرتیو، نلی، کری، اندرو و نقش‌های دیگر |                | خانه کوچک           | ۱۹۷۴، آمریکا                            |
|                                                                        |                | دارا و ندار         | ۱۹۷۶، آمریکا                            |
| آدنانا                                                                 | ژولیتا اسزونی  | بادبان‌های برافراشته | ۱۹۷۶، رومانی                            |
| گاوروش                                                                 |                | بینوایان            | ۱۹۸۲، فرانسه                            |
| جک هالبورن                                                             | پاتریک باخ     | جک هالبورن          | ۱۹۸۲، آلمان                             |
| دیانا باری                                                             | Schuyler Grant | رؤیای سبز           | ۱۹۸۵، کانادا                            |
| فلیسیتی کینگ (و دیوید)                                                 | جما زامپرونا   | قصه‌های جزیره        | ۱۹۹۶–۱۹۹۰، کانادا                       |
| ویکتوریا بلک‌وود                                                        | آماندا دوگ     | رودخانه برفی        | ۱۹۹۶–۱۹۹۳، استرالیا                     |
| گریس                                                                   | جونل آلن       | پزشک دهکده          | ۱۹۹۸–۱۹۹۳، آمریکا                       |
| شاهزاده ادوارد و تام                                                   | فیلیپ سارسون   | شاهزاده و گدا       | ۱۹۹۶، انگلستان                          |
| هامی (همایون) و کامی (کامبیز)                                          |                | هامی و کامی         | ۱۳۵۶–۱۳۵۵، ایران، اثری از نادر ابراهیمی |
| دوست هانیکو                                                            |                | داستان زندگی        |                                         |

### کارتون‌ها
| شخصیت                                     | انیمیشن                         | توضیحات                                |
| ----------------------------------------- | ------------------------------- | -------------------------------------- |
| یکی از فیل‌ها                              | دامبو                           | ۱۹۴۱، کمپانی والت دیزنی                |
| وندی                                      | پیتر پن                         | ۱۹۵۳، کمپانی والت دیزنی - (دوبله اول)  |
| گوینده تیتراژ، راوی و شخصیت‌های مختلف      | هاچ زنبور عسل                   | ۱۹۷۰، ژاپن                             |
| یکی از پسرها                              | اُلیور و داجر تردست              | ۱۹۷۲، کمپانی هانا باربرا               |
| خواهر خرگوش کوچولو                        | رابین هود                       | ۱۹۷۳، کمپانی والت دیزنی                |
| باربا بل (باربای صورتی رنگ) و نقش‌های دیگر | بارباپاپا                       | ۱۹۷۳، فرانسه                           |
| جک                                        | جک و لوبیای سحر آمیز            | ۱۹۷۴، ژاپن (دوبله دوم)                 |
| پیتر                                      | هایدی دختر آلپ                  | ۱۹۷۴، ژاپن                             |
| پسر شجاع                                  | پسر شجاع                        | ۱۹۷۵، ژاپن                             |
| حسن (در چند قسمت) و شاهزاده‌خانم           | ماجراهای سندباد                 | ۱۹۷۵ تا ۱۹۷۶، ژاپن                     |
| استکو                                     | پسر کوهستان                     | ۱۹۷۵ تا ۱۹۷۶، ژاپن                     |
| تئودورا (خواهر استرلینگ)                  | رامکال                          | ۱۹۷۷، ژاپن                             |
| گل سرخ                                    | مسافر کوچولو                    | ۱۹۷۸ تا ۱۹۷۹، ژاپن                     |
| میشکا                                     | بچه خرس‌های قطبی (میشکا و موشکا) | ۱۹۷۹، ژاپن                             |
| کِلِی (بچه سنجاب)                           | بنر، سنجاب کوچولو               | ۱۹۷۹، ژاپن                             |
| کیت (پسر همراه برادر نل)                  | دختری به نام نل                 | ۱۹۷۹ تا ۱۹۸۰، ژاپن                     |
| باکسل (مورچه‌خوار پسر)                     | دهکده حیوانات                   | ۱۹۷۹ تا ۱۹۸۰، ژاپن                     |
| جیمبو                                     | جیمبو                           | ۱۹۸۰، بریتانیا                         |
| فرانچی                                    | بچه‌های مدرسه والت               | ۱۹۸۱، ژاپن                             |
| توشیشان                                   | افسانه توشیشان                  | ۱۹۸۱، ژاپن - مدیر دوبلاژ: نوشابه امیری |
| آدولفو                                    | بل و سباستین                    | ۱۹۸۱ تا ۱۹۸۲، ژاپن                     |
| بـِن (در کودکی)                            | مهاجران                         | ۱۹۸۲، ژاپن                             |
| دِیزی داک                                  | سرود کریسمس (اسکروچ)            | ۱۹۸۳، کمپانی والت دیزنی                |
| خانم مری و خانم سونیا                     | حنا دختری در مزرعه              | ۱۹۸۴، ژاپن                             |
| دختر مهربون                               | سرزمین آدم‌کوچولوها              | ۱۹۸۴ تا ۱۹۸۵، ژاپن                     |
| آلستار                                    | سرزمین دریایی                   | ۱۹۸۴، آمریکا                           |
| شیرین                                     | شجاع و شیرین                    | ۱۹۸۶، ژاپن                             |
| کِنتا                                      | فوتبالیست‌ها                     | ۱۹۸۶ تا ۱۹۸۷، ژاپن                     |
| دوروبان                                   | ماجراهای پانزده پسر             | ۱۹۸۷، ژاپن                             |
| بتی                                       | زنان کوچک                       | ۱۹۸۷، ژاپن                             |
| جولیا پندلتون                             | بابا لنگ‌دراز                    | ۱۹۹۰، ژاپن                             |
| رابر استرانگ                              | کماندار نوجوان                  | ۱۹۹۰ تا ۱۹۹۲، ژاپن                     |
| کال                                       | نهنگ سفید                       | ۱۹۹۱                                   |
| سیمبا (در کودکی)                          | شیر شاه                         | ۱۹۹۴، کمپانی والت دیزنی                |
| دوروتی (خواهر کوچک آرتور)                 | آرتور                           | ۱۹۹۶، آمریکا و کانادا                  |
| ریوما ایچیزِن                              | قهرمانان تنیس                   | ۲۰۰۵، ژاپن                             |
| وانجی                                     | داستان‌های تاتونکا               | ۲۰۱۰ تا ۲۰۱۱، فرانسه                   |

#### سایر کارتون‌ها
- خانواده دکتر ارنست (اوایل نقش فرانتس)
- داستان‌های وینسنت (پسر شرور همراه وینسنت)
- شاهزاده تنیس (ریوما ایچیزن)
- ببعی و ببعو (انیمیشن سریالی) (ببعی)

### مدیریت دوبلاژ
- بچه غول (۲۰۱۶)[۹]
- هاچ زنبور عسل (۲۰۱۰)

### رادیو
در نمایش رادیویی و آلبوم صوتی شازده کوچولو (به نقش شازده کوچولو)